# ایرینا مرلنی
ایرینا اولکسییونا مرلنی (به اوکراینی: Ірина Олексіївна Мерлені؛ با نام شناسنامه‌ای ایرینا ملنیک؛ زادهٔ ۸ فوریهٔ ۱۹۸۲) کشتی‌گیر اهل اوکراین است که در دستهٔ اول کشتی زنان رقابت می‌کرد. او به عنوان اولین زن اوکراینی برندهٔ مدال طلای المپیک، در دستهٔ ۴۸ کیلوگرم المپیک ۲۰۰۴ آتن به مدال طلا دست یافت. مرلنی همچنین برندهٔ مدال برنز المپیک ۲۰۰۸ پکن و برندهٔ سه مدال طلا (۲۰۰۰، ۲۰۰۱، ۲۰۰۳) و دونقره (۲۰۰۵، ۲۰۰۷) از مسابقات قهرمانی کشتی جهان است.
وی علاوه‌بر دارای دو عنوان قهرمانی در مسابقات قهرمانی کشتی اروپا (۲۰۰۴، ۲۰۰۵) است. مرلنی از سوی کمیته بین‌المللی المپیک به عنوان سفیر جوان بازی‌های المپیک در اوکراین انتخاب شد.

## زندگی
پدر مرلنی معلم ورزش بوده است و همین عامل سبب شد تا با کمک به او و شناسایی استعدادش از طریق تمرینات ورزشی، ورزش را به طور حرفه‌ای فرابگیرد. او کشتی را از ۱۵ سالگی، در سال ۱۹۹۷ شروع کرد. سال بعد قهرمان جوانان جهان و نیز قهرمان جوانان اروپا شد و به عنوان عضو تیم ملی بزرگسالان این کشور در مسابقات مختلف بین‌المللی شرکت کرد.

### المپیک ۲۰۰۴ آتن
مرلنی درحالی‌که سه قهرمانی در مسابقات قهرمانی کشتی جهان را کسب کرده بود، در درسته ۴۸ ک‌گ المپیک ۲۰۰۴ آتن حضور پیدا کرد. او در مرحله مقدماتی این مسابقات سه حریف خود را به راحتی شکست داد و در مجموع تنها ۴ دقیقه و ۳۶ ثانیه با حریفان خود کشتی گرفت که نتیجه امتیازات شگفت‌انگیز ۳۱-۰ را کسب کرد.
او حریف نیمه‌نهایی خود، پاتریشیا میراندا از ایالات متحده را ۹-۰ از پیش رو برداشت و به فینال راه یافت. مرلنی فینال سختی را در برابر چیهارو ایچو ژاپنی که قهرمان پیشین جهان در یک وزن بالاتر بود، تجربه کرد و با نتیجه ۲-۱ به پیروزی رسید.